# Pelargonium trifidum
Pelargonium trifidum är en näveväxtart som först beskrevs av Nicolaas Laurens Burman, och fick sitt nu gällande namn av Nikolaus Joseph von Jacquin. Pelargonium trifidum ingår i släktet pelargoner, och familjen näveväxter. Inga underarter finns listade i Catalogue of Life.